# Мони (окръг Лимасол)
Монѝ (на гръцки: Μονή) е село в Кипър, окръг Лимасол. Според статистическата служба на Република Кипър през 2001 г. селото има 391 жители.
Намира се на 2 km източно от Пиргос.